# Sabha
Sabha (auch Sebha; arabisch سبها, DMG Sabhā) ist eine Stadt in Libyen mit etwa 94.000 Einwohnern (Berechnung für 2012) sowie das neue politische und wirtschaftliche Zentrum des Fessan. Sabha liegt im gleichnamigen Munizip, dessen Hauptort sie ist.

## Geschichte
Das Oasenbecken um Sabha war ein altes Zentrum des Karawanen- und (bis etwa 1860) Sklavenhandels. Sabha wuchs aus den drei Ortschaften al-Dschedid, al-Gorda und al-Hadschara zur heutigen Stadt zusammen, nachdem während der italienischen Herrschaft das Zentrum des Fessan von Murzuk nach Sabha verlagert worden war. Die Nachkommen der schwarzen Sklaven lebten jedoch streng getrennt von den Berbern.

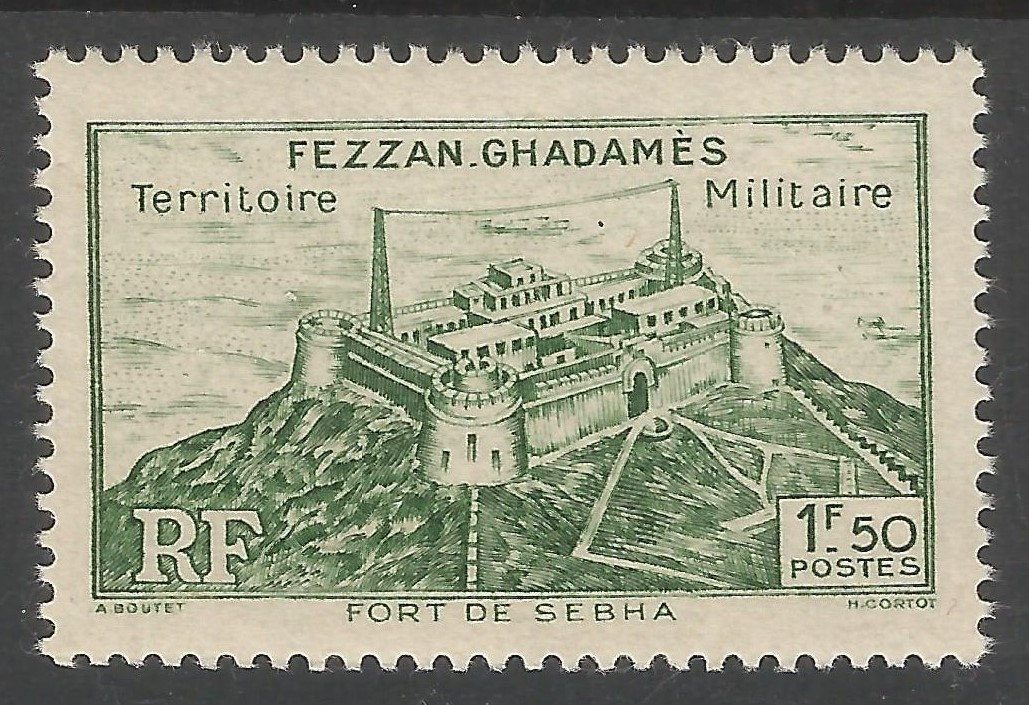
Das italienische Fort von Sabha (Sebha) auf einer Briefmarke des französischen Militärterritoriums Fessan-Ghadames während der Okkupation nach dem Zweiten Weltkrieg

Während des Afrikafeldzuges im Zweiten Weltkrieg musste das italienische Afrikakorps am 8. Januar 1943 vor den Truppen des Freien Frankreichs unter General Leclerc kapitulieren. Bis zur Unabhängigkeit Libyens 1951 gehörte die Stadt zum französischen Militärterritorium Fezzan.
Während des Bürgerkriegs 2011 war Sabha dauerhaft unter der Kontrolle des ehemaligen Machthabers Muammar al-Gaddafi. Dieser hatte dort die Schule Scharia Mohammed Megharief besucht und war von ihr verwiesen worden, vermutlich weil er Demonstrationen gegen die Untätigkeit der libyschen Regierung während der Invasion der Kolonialmächte in der Sueskrise 1956 organisiert hatte. Nachdem die Hauptstadt Tripolis im August 2011 unter die Kontrolle der Rebellen gefallen war, waren Sabha, Sirte und Bani Walid die letzten drei größeren Städte, in denen Gaddafi-treue Soldaten sich weigerten, die Waffen niederzulegen. Ihnen wurde ein einwöchiges Ultimatum gestellt, das am 3. September auslaufen sollte und bis zum 10. September verlängert wurde, die Orte friedlich zu übergeben und die Waffen abzulegen. Verhandlungen mit ortsansässigen Stammesführern blieben ergebnislos. Die Gaddafi-treuen Kämpfer ließen nach Abbruch der Verhandlungen das Ultimatum verstreichen. Am 13. September 2011 begannen die Kämpfer des Nationalen Übergangsrates, mit Luftunterstützung der NATO die Stadt anzugreifen. Am 20. September meldeten die Rebellen die Einnahme des Flughafens und der Garnison. Am 22. September 2011 berichteten verschiedene Medien über die Eroberung von Sabha. Einen Tag später wurden in einer Militärbasis nahe der Stadt tausende Fässer mit uranhaltigem Pulver sichergestellt, das unter dem Begriff „Yellowcake“ bekannt ist. Dabei handelt es sich um eine in der Natur vorkommende Substanz, die nach vielen Verarbeitungsschritten für die Herstellung von Kernbrennstoff oder für Atombomben verwendet werden kann.
Ende März 2012 fanden in Sabha und Umgebung Kämpfe zwischen Angehörigen der schwarzafrikanischen Tubu und arabischen Stämmen aus Sabha statt. In den 1980er Jahren hatte Gaddafi unter dem Postulat der „Arabisierung“ eine Kampagne zur Umsiedlung arabischer Stämme in den Süden begonnen. Diese bewirkte eine Marginalisierung und Diskriminierung der Tubu, die darum ringen, als libysche Staatsbürger anerkannt zu werden. Ihre Zahl im Fessan wird auf 350.000 bis 400.000 geschätzt.
Etwa die Hälfte der Migranten aus dem Gebiet der Subsahara passieren die Stadt auf dem Weg zum Mittelmeer. Heute steht sie wieder im Ruf, ein modernes Zentrum des Sklavenhandels zu sein.

## Verkehr
Der zivil und militärisch genutzte Flughafen Sabha liegt am südöstlichen Stadtrand.

## Klimatabelle
|                       | Jan  | Feb  | Mär  | Apr  | Mai  | Jun  | Jul  | Aug  | Sep  | Okt  | Nov  | Dez  |   |      |
| Mittl. Tagesmax. (°C) | 18,8 | 22,0 | 26,1 | 31,1 | 35,4 | 38,9 | 38,1 | 37,9 | 35,9 | 31,2 | 25,6 | 19,9 | ⌀ | 30,1 |
| Mittl. Tagesmin. (°C) | 4,5  | 7,0  | 10,2 | 15,3 | 19,7 | 23,2 | 22,7 | 22,5 | 21,4 | 16,8 | 10,9 | 5,8  | ⌀ | 15   |
|                       |      |      |      |      |      |      |      |      |      |      |      |      |   |      |
| Niederschlag (mm)     | 2    | 1    | 0    | 0    | 2    | 0    | 0    | 0    | 0    | 0    | 1    | 0    | Σ | 6    |
|                       |      |      |      |      |      |      |      |      |      |      |      |      |   |      |
| Sonnenstunden (h/d)   | 8,5  | 9,1  | 8,8  | 8,9  | 10,1 | 11,4 | 12,2 | 11,7 | 9,5  | 9,2  | 8,5  | 7,8  | ⌀ | 9,6  |
|                       |      |      |      |      |      |      |      |      |      |      |      |      |   |      |
| Luftfeuchtigkeit (%)  | 42   | 37   | 31   | 22   | 27   | 27   | 32   | 30   | 27   | 29   | 38   | 40   | ⌀ | 31,8 |

| 4,5 |

| 7,0 |

| 10,2 |

| 15,3 |

| 19,7 |

| 23,2 |

| 22,7 |

| 22,5 |

| 21,4 |

| 16,8 |

| 10,9 |

| 5,8 |

| 4,5 |

| 7,0 |

| 10,2 |

| 15,3 |

| 19,7 |

| 23,2 |

| 22,7 |

| 22,5 |

| 21,4 |

| 16,8 |

| 10,9 |

| 5,8 |